# Anke Karstens
Pour les articles homonymes, voir Karstens.
Anke Karstens, née le 13 octobre 1985 à Berchtesgaden, est une snowboardeuse allemande spécialiste du slalom parallèle et du slalom géant parallèle. Elle a fait ses débuts en Coupe du monde en 2005 à Winterberg. Karstens a remporté la médaille d'argent au slalom parallèle des Jeux olympiques d'hiver de 2014 à Sotchi et a fini cinquième du slalom géant parallèle des Jeux olympiques d'hiver de 2010 à Vancouver.

## Palmarès
- Jeux olympiques
  -  Médaille d'argent en slalom parallèle à Sotchi en 2014

- Coupe du monde
  - Meilleur classement en parallèle : 6e en 2013.
  - 6 podiums dont 2 victoires (Valmalenco 2008 et La Molina 2013).